# Aeroportul Municipal Madison
Aeroportul Municipal Madison (IATA: MDN, ICAO: KIMS, FAA LID: IMS) este un aeroport din Indiana, Statele Unite ale Americii ce deservește zona Madison. Aeroportul a fost tranzitat în 2019 de 14 pasageri. A fost numit după zona deservită.
Situat la o altitudine de 250 m, aeroportul dispune de 1 pistă.

## Infrastructură

### Piste
Aeroportul dispune de o singură pistă. Pista 3/21 are suprafața de asfalt și dimensiunile 5.000 picioare × 75 picioare. 